# Jessica Gregg
Jessica Gregg (ur. 16 marca 1988) – kanadyjska łyżwiarka szybka, specjalizująca się w short tracku. Srebrna medalistka olimpijska z Vancouver.
Igrzyska w 2010 były jej pierwszą olimpiadą. Zajęła czwarte miejsce na dystansie 500 metrów, a wspólnie z koleżankami zdobyła srebro w sztafecie. Jest medalistką mistrzostw świata, zarówno indywidualnie (brąz na 500 m w 2009), jak i w sztafecie (srebro w 2008, brąz w 2009).